# Gerd Arntz

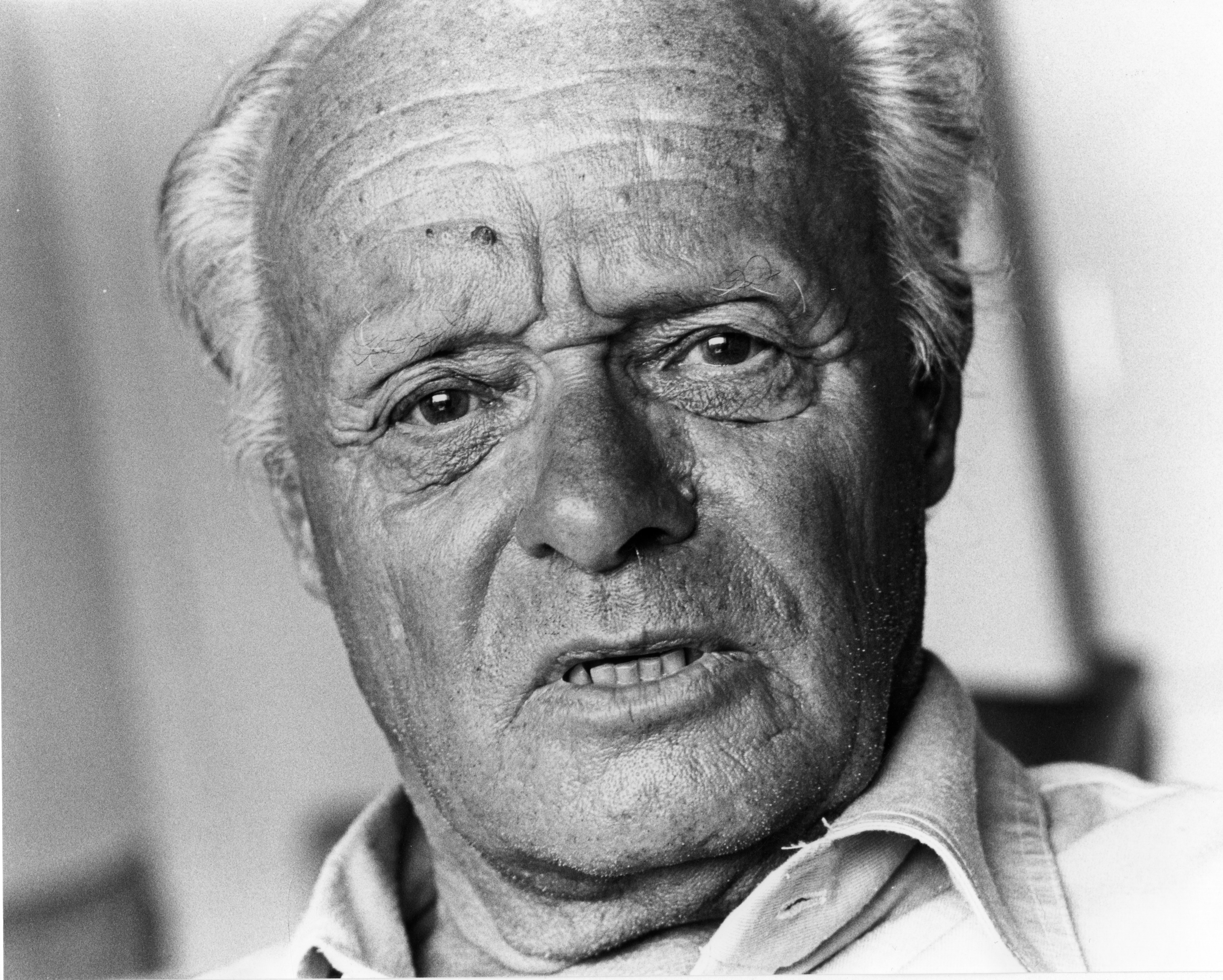
Gerd Arntz in 1982

Gerd Arntz (Remscheid, 1900—La Haya, 1988) fue un artista gráfico alemán. Arntz fue miembro de los progresistas de Colonia y también fue revolucionario que adhería a la corriente comunista consejista. En 1934 emigró a los Países Bajos.

## Vida y obra
Gerd Arntz nació en 1900 en Remscheid. Su padre era un protestante fabricante de hierro. Sin embargo, Arntz no estaba interesado en seguir los pasos de su padre. Durante algún tiempo trabajó en la fábrica de su padre, antes de comenzar el aprendizaje en la escuela de arte de Düsseldorf. La experiencia de las jornadas de trabajo en la fábrica, las huelgas y la división de clases entre patrones y obreros le hicieron tomar partido por los proletarios en su arte. Otra corriente motivadora de su obra fue su oposición a la guerra.
En la veintena realizó las primeras obras que le proporcionaron celebridad. Arntz, políticamente orientado hacia la izquierda y con el deseo de cambiar la estructura de la sociedad, formó parte de los Progresistas de Colonia junto a Heinrich Hoerle (1895-1936) y Franz Wilhelm Seiwert (1894-1933).
La representación crítica de la cohesión social fue el fundamento de la obra de Arntz, elaborada con símbolos universalmente comprensibles. El esclarecimiento de las condiciones sociales y económicas fue el motor de su trabajo en la década de 1920. Esto proviene del estrecho lazo que le unía con Seiwert desde 1924 y siguió siendo su objetivo hasta la década siguiente.

## Isotype
El entusiasmo didáctico de Arntz le llevó a desarrollar un lenguaje visual fácilmente comprensible, Isotype, desarrollado en la Viena por aquel tiempo socialdemócrata junto con el sociólogo y filósofo Otto Neurath. Entre 1929 y 1934 vivió en Austria, donde lideró la división gráfica del Gesellschafts- und Wirtschaftsmuseum (Museo económico y social) (GWM) bajo la dirección de Neurath. Desarrolló un sistema de representación estadística. Después trabajó en pictogramas: símbolos sencillos que se puedan comprender de forma óptima.
En 1934 emigró a los Países Bajos, donde murió en 1988.